# Dragan Skočić
Dragan Skočić (Fiume, 1968. szeptember 3. –) horvát labdarúgó és labdarúgóedző, aki jelenleg az iráni válogatott szövetségi kapitánya.
Edzői pályafutása előtt Skočić szülővárosának csapatában, a Rijekában kezdett el játszani, mielőtt leszerződtette volna a spanyol Las Palmas. Az első horvát profi labdarúgó volt, aki külföldön játszott.

## Statisztikák játékosként
Források:
| Csapat           | Szezon           | Bajnokság              | Bajnokság | Bajnokság | Kupa | Kupa | Nemzetközi | Nemzetközi | Összesen | Összesen |
| Csapat           | Szezon           | Liga                   | M.        | G.        | M.   | G.   | M.         | G.         | M.       | G.       |
| ---------------- | ---------------- | ---------------------- | --------- | --------- | ---- | ---- | ---------- | ---------- | -------- | -------- |
| Rijeka           | 1987–88          | Jugoszláv első osztály | 0         | 0         | 0    | 0    | –          | –          | 0        | 0        |
| Rijeka           | 1988–89          | Jugoszláv első osztály | 0         | 0         | 0    | 0    | –          | –          | 0        | 0        |
| Rijeka           | 1989–90          | Jugoszláv első osztály | 1         | 0         | 0    | 0    | –          | –          | 1        | 0        |
| Rijeka           | 1990–91          | Jugoszláv első osztály | 19        | 2         | 4    | 0    | –          | –          | 23       | 2        |
| Rijeka           | Összesen         | Összesen               | 20        | 2         | 4    | 0    | –          | –          | 24       | 2        |
| Las Palmas       | 1991–92          | Segunda División       | 7         | 0         | 0    | 0    | –          | –          | 7        | 0        |
| Las Palmas       | 1992–93          | Segunda División B     | 34        | 6         | –    | –    | –          | –          | 34       | 6        |
| Las Palmas       | Összesen         | Összesen               | 41        | 6         | 0    | 0    | –          | –          | 41       | 6        |
| SD Compostela    | 1993–94          | Segunda División       | 9         | 0         | 1    | 0    | –          | –          | 10       | 0        |
| SD Compostela    | 1994–95          | La Liga                | 2         | 0         | 0    | 0    | –          | –          | 2        | 0        |
| SD Compostela    | 1995–96          | La Liga                | 1         | 0         | 2    | 0    | –          | –          | 3        | 0        |
| SD Compostela    | Összesen         | Összesen               | 12        | 0         | 3    | 0    | –          | –          | 15       | 0        |
| Rijeka           | 1995–96          | Prva HNL               | 2         | 0         | 1    | 0    | –          | –          | 3        | 0        |
| Karrier összesen | Karrier összesen | Karrier összesen       | 75        | 8         | 8    | 0    | –          | –          | 83       | 8        |

## Statisztikák edzőként
Frissítve: 2022. június 12.
| Csapat             | -tól               | .ig                  | M   | Gy  | D  | V  | Gy %  |
| ------------------ | ------------------ | -------------------- | --- | --- | -- | -- | ----- |
| HNK Rijeka         | 2005. október 1.   | 2006. szeptember 30. | 36  | 20  | 5  | 11 | 55,56 |
| NK Interblock      | 2007. március 3.   | 2008. június 1.      | 49  | 20  | 11 | 18 | 40,82 |
| Al-Arabi SC        | 2009. augusztus 1. | 2010. június 30.     | 36  | 23  | 9  | 4  | 63,89 |
| en-Naszr           | 2011. január 11.   | 2011. május 26.      | 18  | 8   | 4  | 6  | 44,44 |
| HNK Rijeka         | 2012. március 19.  | 2012. április 30.    | 7   | 1   | 2  | 4  | 14,29 |
| Malavan            | 2013. május 28.    | 2014. április 19.    | 29  | 13  | 6  | 10 | 44,38 |
| Foolad             | 2014. május 23.    | 2016. június 30.     | 69  | 27  | 18 | 24 | 39,13 |
| Khooneh be Khooneh | 2018. január 17.   | 2018. október 12.    | 23  | 11  | 6  | 6  | 47,83 |
| Sanat Naft         | 2019. július 2.    | 2020. február 3.     | 19  | 10  | 6  | 3  | 52,63 |
| Irán               | 2020. február 6.   | napjainkig           | 18  | 15  | 1  | 2  | 83,33 |
| Összesen           | Összesen           | Összesen             | 304 | 148 | 68 | 88 | 48,68 |

## Díjak és elismerések

### Játékosként
Las Palmas
- Segunda División B-bajnok: 1992–1993

Compostela
- Segunda División-bajnok: 1993–1994

### Edzőként

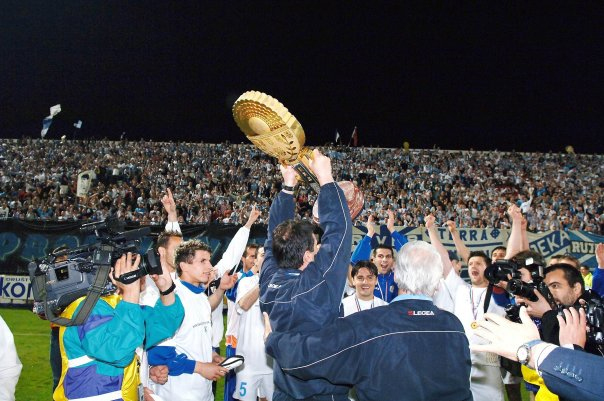
Skočić ünnepli kupagyőzelmét a Rijeka csapatával

Rijeka
- Horvát kupa: 2005–2006

Interblock Ljubljana
- Szlovén kupa: 2007–2008
- Szlovén szuperkupa: 2008

Khoone be Khoone
- Hazfi-kupa-ezüstérmes: 2017–2018[8]